# Давидова Оксана Сергіївна
Давидова Оксана Сергіївна (нар. 29 жовтня 1976, Київ) — українська дитяча письменниця, редакторка, упорядниця.
Публікується під власним ім'ям та під псевдонімами С.Іванко (Софія Іванко) та Оксанка Вільшанка.

## Біографічні відомості
1994—1999 — навчалася в Національному педагогічному університеті ім. М. П. Драгоманова.
В період навчання почала писати літературні твори для дітей (казки, оповідання, статті). Її твори публікувалися в періодичних виданнях: «Барвінок», «Однокласник», «Мамине сонечко 2-5»,  «Чомусик», «Велика дитяча газета», «Вигадуй, думай, грай», «Маленька Фея», «Маленький Розумник», «Пригоди», «Школяр» та ін.
2001—2007 — Писала сценарії театральних вистав для дітей на замовлення Музично-драматичного театру ім. Квітки-Основ'яненка, Київ. В тому числі «Пригоди Нового року», «В пошуках новорічного скарбу», «Пригоди Синдбада» та ін.
2009—2017 — працювала у видавництві «Мамине сонечко» редакторкою дитячого періодичного видання «Велика дитяча газета», яке згодом переформатувалося в журнал і отримало назву «Вигадуй, думай, грай».
2017—2019 — працювала головною редакторкою дитячого журналу «Вигадуй, думай, грай».
2009—2019 — періодично була ще й редакторкою інших журналів видавництва «Мамине сонечко» — «Маленька Фея» та «Маленький Розумник».
У 2020 її оповідання «Розвідник Дніпро і геройський пес Трофей» включено до книжки для додаткового читання в 3 класі. Також за цим оповіданням був розроблений урок літературного читання для 4 класу до Дня захисника України.
Членка ПЕН Швеції

## Відзнаки
- 2023 — Книжка "Привидуся" увійшла до списку "Найкращі українські книжки 2023 року за версією ПЕН"[5]
- 2018 — як упорядниця збірки оповідань про героїв АТО «Героям слава! Розповіді для дітей про героїв фронту і тилу», стала лауреаткою ХІХ загальнонаціонального конкурсу «Українська мова — мова єднання» у номінації «Рубежі подвигів і безсмертя».
- 2015 — Книжка «Героям слава! Розповіді для дітей про героїв фронту і тилу» була відібрана до українського каталогу та представлена на українському стенді Франкфуртського книжкового ярмарку восени 2015-го року[6].

## Твори

### Книжки
- 2025 — Собака на ім'я Пожежа. / Ілюстраторка Марія Іванова. — Тернопіль, НК Богдан.
- 2023 — Привидуся. / Ілюстраторка Алевтіна Шавлач. — Тернопіль, НК Богдан.[7][8]
- 2020 — Пригоди Санти. Найкращі різдвяні ігри та головоломки / Ілюстраторка Альона Ястремська. — Київ, Сова.
- 2019 — Що всередині? / Ілюстраторка Анна Бондаренко. — Харків, Ранок[9].
- 2019 — Книжка для подорожей. / Київ, Мамине сонечко.
- 2013 — Розумні ігри для малят-2. / Ілюстраторка Уляна Балан. — Київ, Мамине сонечко.
- 2009 — Розумні ігри для малят-1. / Ілюстраторка Уляна Балан. — Київ, Об'єднана редакція дитячих видань.

#### Під псевдонімом Оксанка Вільшанка
- 2019 — Моя мама — чарівниця. / Ілюстраторка Анна Демидова. — Київ, Бурда-Україна.
- 2019 — Маленькі дослідники великого світу. / Ілюстраторка Анна Демидова. — Київ, Бурда-Україна.

### Твори в антологіях та альманахах
- 2023 — Моя святкова бібліотека. Книжковий адвент-календар. / Київ, Каламар
- 2023 — Словник війни. / Харків, Vivat
- 2021 — Зіркові казки на дитячих долоньках. Надруковано рельєфно-крапковим шрифтом для дітей з важкими порушеннями зору / Київ, Саміт-книга.
- 2020 — Коли сніг пахне мандаринками. / Львів, Видавництво Старого Лева[10]
- 2020 — Сім святкових бажань. Підслухано та записано від Ісландії до Китаю./ Харків, Читаріум[11]
- 2020 — Сонячні вітрила. Книжка для додаткового читання. 3 клас. / Тернопіль, Підручники і посібники.
- 2018 — Математична піца. Київ, Мамине сонечко.
- 2016 — Незалежність України. / Київ, Мамине сонечко.
- 2016 — Героям слава! Розповіді для дітей про героїв фронту і тилу -2. / Ілюстраторка Христина Лукащук. — Київ, Мамине сонечко.
- 2015 — Пригоди Розумника і Феї.  Київ, Мамине сонечко.
- 2015 — Казки та вірші. Київ, Мамине сонечко.
- 2015 — Героям слава! Розповіді для дітей про героїв фронту і тилу. / Ілюстраторка Христина Лукащук. — Київ, Мамине сонечко.
- 2010 — Хрестоматія вихователя ДНЗ: Сфера життєдіяльності «ПРИРОДА». / Харків, Ранок.
- 2009 — Казки-забавлянки для тих, хто вчиться читати. / Ілюстраторка Вікторія Дунаєва. — Київ, Об'єднана редакція дитячих видань.

### Упорядкувала
- 2016 — Незалежність України. / Київ, Мамине сонечко.
- 2016 — Героям слава! Розповіді для дітей про героїв фронту і тилу — 2. / Ілюстраторка Христина Лукащук. — Київ, Мамине сонечко.
- 2015 — Героям слава! Розповіді для дітей про героїв фронту і тилу. / Ілюстраторка Христина Лукащук. — Київ, Мамине сонечко[12][13][14]
- 2009 — Казки-забавлянки для тих, хто вчиться читати. / Ілюстраторка Вікторія Дунаєва. — Київ, Об'єднана редакція дитячих видань.